# Fabrice Argounès
 (mai 2025).
Fabrice Argounès est un géographe français spécialiste d'histoire, d'épistémologie et de didactique de la géographie et de la cartographie, de géographie du politique et de l’Asie-Pacifique. Il enseigne à l'Inspé de Normandie, au sein de l’université de Rouen-Normandie et est commissaire d’expositions.

## Biographie
Fabrice Argounès est diplômé de l'Université de Bordeaux et docteur en Géopolitique. Il est un des spécialistes français de l’Australie et de l’Océanie, et a publié de nombreux ouvrages sur ces sujets. Il est également spécialiste d’histoire et d’épistémologie des savoirs géographiques ainsi que de géographie du politique et de Géohistoire extra-occidentale.
Sa thèse est publiée aux Presses Universitaires de Provence sous le titre L'Australie et le Monde. entre Washington et Pékin. Le livre étudie le rapport au monde de l’Australie et montre l’évolution de l’Australie en matière de rapport au monde : d’abord étroitement liée à la Grande-Bretagne qui répondait à ses besoins en hommes, en capitaux et en débouchés pour sa production de matières premières, et qui assurait sa protection face aux convoitises dont elle pouvait faire l’objet, elle a ensuite basculé vers un protecteur plus efficace, les États-Unis avant d’accepter que sa proximité avec l’Asie exigeait qu’elle s’ouvre à cette dernière, incarnée plus ou moins successivement par le Japon, la Chine et l’Indonésie. 
Dans son ouvrage Théorie de la Puissance", il interroge les origines du concept de puissance, devenu protéiforme, plus complexe que par le passé, son devenir, ses limites et sa place dans les Sciences sociales. le livre présente les enjeux de sa définition, les contours des différentes approches théoriques ainsi que l'évolution du concept qui donnent à voir celles du système international, les rapports de force entre États, leur dépassement et l’arrivée de nouveaux acteurs sur la scène internationale. Il définit notamment cinq grandes figures de la puissance en complétant les travaux de Paige E. Digeser.
Parallèlement, il mène avec Pierre Singaravélou des recherches sur les Musées et sur le décentrement des perspectives au sein des collections. L’exposition « Le Monde vu d’Asie », présentée au Musée Guimet, à Paris, en 2018, et l'exposition Mapping the World présentée à la National Library, Singapore ont montré à la fois la richesse de la cartographie asiatique, bousculant les repères traditionnels occidentaux, et combien les contacts entre les peuples enrichissent leurs visions respectives du monde.

## Exposition Une autre Histoire du Monde
Fabrice Argounès a assuré, avec Pierre Singaravélou et Camille Faucourt, le commissariat général de l’exposition « Une autre Histoire du monde », présentée au MUCEM de Marseille, en 2023-2024. Il s'agit d'une exposition-manifeste, destinée à repenser les collections et le parcours des musées ethnographiques et de société en Europe et dans le reste du monde. L’exposition propose de parcourir l’Histoire du monde du XIIIe au XXIe siècle en abandonnant la perspective occidentale. Elle révèle la diversité des expériences africaines, asiatiques, américaines et océaniennes et donne à voir d’autres mondialisations, dont l’Europe n’est pas le seul moteur. Les œuvres présentées permettent d’appréhender le rapport au temps et à l’espace des sociétés en dehors de l’Europe tout en mettant en lumière leur manière d’écrire l’Histoire, la réappropriation de leur mémoire, et la mise en scène de leur résistance aux colonisateurs.

## Expositions
- 2018 : Le Monde vu d'Asie. Au fil des cartes, commissariat général, Musée National des Arts Asiatiques - Guimet[27],[21].
- 2019-2022 : Une autre histoire du Monde, cycle de séminaires et de rencontres préfigurant l'exposition, Mucem[28],[29].
- 2021-2022 : Mapping the World. Perspectives from Asian cartography, General Curator, National Library of Singapore[30].
- 2023-2024 : Une autre histoire du Monde, commissariat général, Musée des Civilisations de l’Europe et de la Méditerranée[14].

## Émissions
- 2021 : "Le Pacifique : Jeux d'influence en Océanie", Le Dessous des cartes, Arte France[31].
- 2024 : "Nouvelle-Zélande : un pays qui se tient à l'écart ? ", Le Dessous des cartes, Arte France.